# Glischrocaryon
Glischrocaryon Endl. – rodzaj roślin należący do rodziny wodnikowatych (Haloragaceae R. Br.). Obejmuje 5 gatunków występujących endemicznie w Australii w stanach Nowa Południowa Walia, Wiktoria, Australia Południowa oraz Australia Zachodnia.

## Systematyka
Pozycja systematyczna według APweb (aktualizowany system APG III z 2009)
Należy do rodziny wodnikowatych Haloragaceae tworzącej grupę siostrzaną dla rodziny Penthoraceae, wraz z którą wchodzą w skład rzędu skalnicowców.
Pozycja w systemie Reveala (1993–1999)
Gromada okrytonasienne (Magnoliophyta Cronquist), podgromada Magnoliophytina Frohne & U. Jensen ex Reveal, klasa Rosopsida Batsch, podklasa różowe (Rosidae Takht.), nadrząd Podostemanae R. Dahlgren ex Reveal, rząd wodnikowce (Haloragales Bromhead), podrząd Haloragineae Engl., rodzina wodnikowate (Haloragaceae R. Br. in Flinders)
Wykaz gatunków
- Glischrocaryon angustifolium (Nees) M.L.Moody & Les
- Glischrocaryon aureum (Lindl.) Orchard
- Glischrocaryon behrii (Schltdl.) Orchard
- Glischrocaryon flavescens (J.Drumm. ex Hook.) Orchard
- Glischrocaryon roei Endl.